# Список перепончатокрылых Австралии

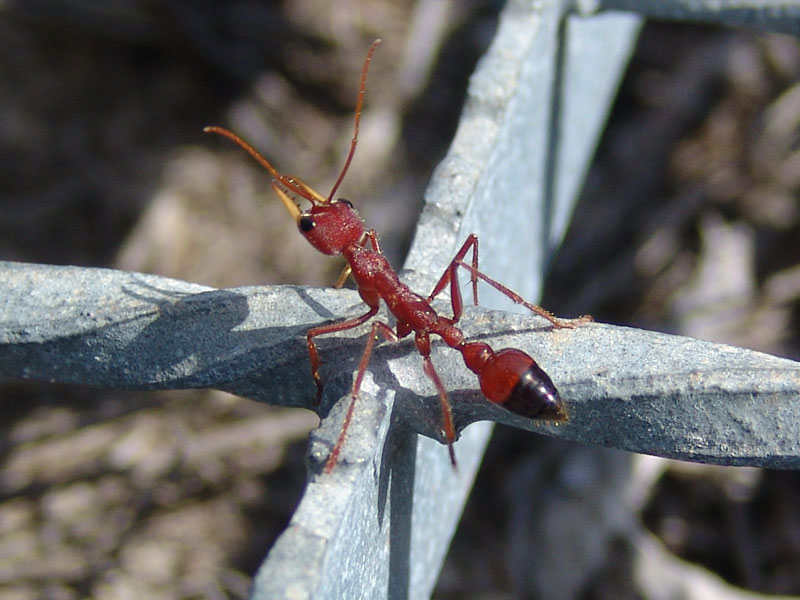
Myrmecia gulosa (Fabricius, 1775)

В данный список включены все виды Перепончатокрылых (Hymenoptera) Австралии. Фауна отряда на этом материке включает 14781 вид из 71 семейства.
Большую часть фауны представляют стебельчатобрюхие: наездники (около 8 тыс. видов), осы (около 3 тыс.), муравьи (около 3 тыс.) и пчёлы (более 1,6 тыс.).

## ПодотрядSYMPHYTA
176 видов из 6 семейств

### Xyeloidea
Xyelidae (0)

### Megalodontoidea
Megalodontidae (0)
Pamphiliidae (0)

### Cephoidea
Cephidae (0)

### Siricoidea
19 видов из 3 семейств
Anaxyelidae (0)
1. Xiphydriidae (7)
2. Siricidae (1)
3. Orussidae (11)

### Tenthredinoidea
157 видов из 3 семейств
4. Tenthredinidae (4)
5. Argidae (13)
Blasticotomidae (0)
Cimbicidae (0)
Diprionidae (0)
6. Pergidae (140)

## ПодотрядAPOCRITA
14605 видов из 65 семейств

### Stephanoidea
7. Stephanidae (7)

### Trigonalyoidea
8. Trigonalyidae (13)

### Megalyroidea
9. Megalyridae (25)

### Ceraphronoidea
100 видов из 2 семейств
10. Ceraphronidae (60)
11. Megaspilidae (40)

### Evanioidea
233 видов из 3 семейств
12. Evaniidae (40)
13. Aulacidae (31)
14. Gasteruptiidae (162)

### Ichneumonoidea
2044 видов из 2 семейств
15. Ichneumonidae (1244)
16. Braconidae (800)
Apozygidae (0)

### Proctotrupoidea
374 видов из 6 семейств
17. Monomachidae (3)
18. Diapriidae (325)
19. Heloridae (1)
20. Peradeniidae (2)
21. Austroniidae (3)
22. Proctotrupidae (40)
Vanhorniidae (0)
Pelecinidae (0)
Roproniidae (0)

### Platygasteroidea
545 видов из 2 семейств
23. Platygastridae (100)
24. Scelionidae (445)

### Cynipoidea
69 видов из 6 семейств
25. Ibaliidae (2)
26. Liopteridae (2)
27. Figitidae (3)
28. Cynipidae (10)
29. Charipidae (12)
30. Eucoilidae (40)

### Chalcidoidea
3646 видов из 20 семейств
31. Mymarommatidae (3)
32. Chalcididae (250)
33. Leucospidae (11)
34. Eurytomidae (150)
35. Torymidae (215)
36. Ormyridae (9)
37. Agaonidae (50)
38. Pteromalidae (525)
39. Perilampidae (65)
40. Eucharitidae (97)
41. Eupelmidae (177)
42. Tanaostigmatidae (8)
43. Encyrtidae (600)
44. Aphelinidae (250)
45. Signiphoridae (10)
46. Tetracampidae (6)
Rotoitidae (0)
47. Eulophidae (750)
48. Elasmidae (60)
49. Trichogrammatidae (140)
50. Mymaridae (270)

### Chrysidoidea
275 видов из 6 семейств
Plumariidae (0)
51. Scolebythidae (2)
52. Sclerogibbidae (3)
53. Embolemidae (4)
54. Dryinidae (90)
55. Bethylidae (100)
56. Chrysididae (76)

### Vespoidea
4878 видов из 7 семейств
Sapygidae (0)
Sierolomorphidae (0)
Bradynobaenidae (0)
57. Rhopalosomatidae (3)
58. Pompilidae (231)
59. Mutillidae (500)
60. Tiphiidae (750)
61. Scoliidae (25)
62. Vespidae (369)
63. Formicidae (1200+... до 3000) -->> Список видов муравьёв Австралии

### Sphecoidea
64. Sphecidae (744)

### Apoidea
1652 видов из 7 семейств
65. Colletidae (860)
66. Stenotritidae (30)
67. Halictidae (382)
Andrenidae (0)
Melittidae (0)
Oxaeidae (0)
68. Ctenoplectridae (1)
69. Megachilidae (171)
70. Anthophoridae (194)
71. Apidae (14)